# Campeonato Mundial de Para-Atletismo de 2017 - Arremesso de peso feminino
As competições de arremesso de peso feminino no Campeonato Mundial de Para-Atletismo de 2017 foram divididas em algumas categorias conforme o tipo e grau de deficiência das atletas.

## Categoria F37
A disputa ocorreu em uma final única entre três atletas, em 14 de julho. Cada atleta teve até seis arremessos e a maior distância obtida, em metros, seria a pontuação final. A competição não valeu medalhas.
| Pos. | Atleta    | País    | #1    | #2    | #3    | #4    | #5    | #6    | Resultado | Notas |
| ---- | --------- | ------- | ----- | ----- | ----- | ----- | ----- | ----- | --------- | ----- |
| 1    | Mi Na     | China   | 12,46 | 12,59 | 0     | 12,54 | 12,66 | 12,29 | 12,66     |       |
| 2    | Li Yingli | China   | 11,27 | 11,95 | 11,76 | 11,71 | 10,63 | 11,98 | 11,98     |       |
| 3    | Eva Berna | Chéquia | 10,76 | 11,24 | 0     | 0     | 0     | 0     | 11,24     |       |